# Hermes (misil)
Hermes (ruso: Гермес) es una familia de misiles guiados de diseño modular desarrollados en Rusia por la KBP Instrument Design Bureau.
El misil Hermes puede utilizarse desde lanzadores aéreos, terrestres o navales.

## Desarrollo
El desarrollo del Hermes por parte de la Oficina de Diseño de Instrumentos KBP comenzó en la década de 1990. El misil guarda un sorprendente parecido con el 57E6 utilizado por el sistema de misiles Pantsir, y probablemente sea un derivado de este modelo. La variante Hermes-A se probó en 2003. La producción en serie del Hermes debía comenzar en 2011-2012, pero no fue así, ya que el proceso de desarrollo se detuvo durante varios años. En 2016, se anunció que el misil Hermes sería probado en condiciones reales en Siria. Sin embargo, nada indica que esto realmente haya sucedido. Pero a finales de la década de 2010, una serie de anuncios señalaron un renovado interés en el misil, tras la experiencia de la intervención militar rusa en la guerra civil siria que mostró la necesidad de más armamento de alta precisión.

## Descripción
El sistema Hermes cuenta con un misil cohete de varias etapas con un propulsor de alta potencia. Hay dos diámetros de refuerzo disponibles, 170 y 210 mm. Tiene capacidad dispara y olvida y utiliza guía inercial y/o radio comando para la fase de crucero, y guía láser semiactiva para la fase terminal. También se habla de localización por radar y por infrarrojos. El Hermes está diseñado para atacar una gran variedad de objetivos, incluidos vehículos blindados, fortificaciones de diversos tipos, pequeños objetivos navales de superficie, posiciones de artillería, objetivos aéreos de vuelo lento y otros. Puede dispararse individualmente o en ráfagas a distancias de hasta 100 km y puede rastrear y destruir objetivos en el horizonte.

## Características
- Ojiva: 27,5 kg[2]
- Explosivo: 13 kg[2]
- Guiado: Guiado inercial y/o por radiocomando (fase de crucero), guiado por láser semiactivo (terminal). Posible localización por infrarrojos y radar[2]

## Variantes
- Hermes-A: versión lanzada desde el aire.[4][5] Para ser utilizado por el Kamov Ka-52 (hasta 16 lanzadores) y posiblemente el Sukhoi Su-25. Alcance entre 15 y 20 km.[2]
- Hermes-K: versión naval.[6] Hay dos tipos de soportes disponibles: un soporte más simple con cuatro lanzadores para unidades navales más ligeras y una versión modificada del AK-306 CIWS con cuatro lanzadores para embarcaciones más pesadas. El alcance del Hermes-K se puede aumentar hasta 100 km con el uso del propulsor de 210 mm.[2]
- Hermes-S: Versión vehículo terrestre.[7][8] Utiliza un chasis de camión Kamaz, que transporta hasta 24 misiles. En los dibujos de diseño se muestran las versiones con y sin sistema de guía del misil. Además, también se ha mostrado un vehículo de control de incendios con un radar montado en un mástil o un sistema de detección optoelectrónico. También es posible una versión de defensa costera. El alcance del Hermes-S se puede aumentar a 100 km con el uso del propulsor de 210 mm.[2]